# 夏坝活佛
夏坝仁波切（藏語：བཞག་པ།，威利转写：bZhag pa），驻锡麻通寺，属于藏传佛教格鲁派。

## 沿革
第二世夏坝活佛在下坝麻通寺剃度出家，后来担任理塘长青春科尔寺第五十三代住持。由他开始，夏坝活佛世系开始成为麻通寺的法台。
第三世夏坝活佛曾经担任理塘长青春科尔寺第八十三代住持。
第四世夏坝活佛1995年10月坐床，1994年，出任下坝麻通寺住持。1998年，出任理塘长青春科尔寺法相院住持。2002年4 月25日，出任理塘长青春科尔寺第九十三代住持。2002年7月21日，兼任沈阳北塔护国法轮寺住持。2006年5月，兼任大庆富余正洁寺住持。第四世夏坝活佛在中国各地传法，并赴海外参加佛教交流活动，弘法十分积极。

## 历世夏坝活佛
以下列出历世夏坝活佛：
| 世数   | 生年   | 坐床年份 | 卒年 | 汉文姓名               | 藏文姓名 |
| ------ | ------ | -------- | ---- | ---------------------- | -------- |
| 第一世 | ？     | ——       | ？   | 不详                   |          |
| 第二世 | ？     | ？       | ？   | 夏坝·应巴曲达          |          |
| 第三世 | ？     | ？       | ？   | 夏坝·昂旺罗桑丹增应巴  |          |
| 第四世 | 1968年 | 1995年   | 在世 | 夏坝·格勒克珠·降白降措 |          |